# فلورا تريستان
فلورا تريستان (بالفرنسية: Flora Tristan)‏ هي نسوية ‏ وكاتِبة وسفرجات بيروفية، ولدت في 7 أبريل 1803 في باريس في فرنسا، وتوفيت في 14 نوفمبر 1844 في بوردو في فرنسا بسبب حمى نمشية.